# Sågbäcksgymnasiet
Sågbäcksgymnasiet (SGY) är en kommunal yrkesgymnasieskola i Huddinge kommun från 1961.
Skolan erbjuder 2016 utbildningar inom barn och fritid, bygg och anläggning, fordon och transport, hotell och turism, vård och omsorg och har idrottsutbildningar. De har också introduktionsprogram och hotell, restaurang och bageri inom gymnasiesärskola. 67% av eleverna som tog studenten 2014 fick slutbetyg.
2015 vann Sågbäcksgymnasiet bagerigrenen i SGY Cup.